# Il bottone di Puškin
Il bottone di Puškin è un romanzo biografico, opera di esordio nella narrativa della scrittrice e slavista Serena Vitale. Pubblicato nel 1995, costituisce una puntuale ricostruzione delle cause che portarono alla morte di Puškin, battutosi in duello con il cognato Georges d'Anthès.

## Storia editoriale
Il libro si è aggiudicato il Premio Letterario Basilicata, il Premio Viareggio Rèpaci e il Premio Comisso per la Biografia nel 1995 e nel 1996 ha vinto il Premio Giuria, nell'ambito del Premio letterario nazionale per la donna scrittrice, Premio giuria per Il bottone di Puškin.
L'opera è stata tradotta in ebraico, inglese, polacco, russo e ceco.

## Trama
Il libro è una minuziosa ricostruzione, a partire dalla morte in seguito a un duello del poeta Puškin, di tutte le circostanze che portarono alla contesa, fino alla rilettura di documenti emersi circa centocinquant'anni dopo gli eventi del gennaio 1837. Una serie di dispacci inviati dagli ambasciatori accreditati presso la Corte di San Pietroburgo si riversò in tutta Europa, giacché la scomparsa del poeta causò non pochi tumulti nell'intera Russia. Inoltre l'avversario del poeta era il giovane francese Georges d'Antès, di recente adottato dall'ambasciatore d'Olanda, che diede le dimissioni dal proprio incarico, attendendo le decisioni dello Zar Nicola I, il quale non tardò a espellere d'Anthès dai suoi domini.
All'epoca i duelli in Russia erano estremamente rari e puniti dall'autorità con la morte. Questo destino fu risparmiato a d'Anthès, ufficiale della Guardia Imperiale Russa (e perciò passibile delle sanzioni previste; ugualmente fu graziato K. K. Danzas, padrino del poeta. Ma la vicenda era destinata a una lunga storia futura.
Giunto a Pietroburgo, d'Anthès si invaghì di Natal'ja Nikolaevna, la bellissima moglie di Puškin, suscitando la terribile gelosia del poeta. Per far fronte allo scandalo, d'Anthès prese in moglie la sorella maggiore di Natal'ja, Ekaterina, per legittimare la sua presenza in casa dei Puškin, ma la cosa, iniziata con l'invio di lettere anonime molto offensive, era andata troppo oltre. Puškin fece quanto possibile per provocare l'avversario e riuscì ad ottenere la sfida mortale, da lui tanto cercata. Con la sua morte, la moglie si trovò vedova a ventiquattro anni e con quattro bambini piccoli: comprese soprattutto che a lei veniva attribuita la responsabilità della sventura. Ma non è dato sapere se la donna fosse veramente stata infedele al marito.
Tra le innumerevoli testimonianze esaminate da Serena Vitale, spicca la mancanza di documenti affidabili sulla moglie di Puškin. Scrive in proposito Vitale:
 Tale cancellazione fa quasi inevitabilmente pensare a una colpa di Natalie e questa ombra si allunga molto oltre il periodo zarista. In quanto "padre" della letteratura russa, Puškin ha rappresentato anche per l'Unione Sovietica la vittima preannunciata del regime e del potere che, con d'Anthès più o meno consapevole, è arrivato a colpire il poeta, elevato a eroe della libertà e antenato della grande Rivoluzione russa.

## Personaggi
Regnanti al tempo della vicenda
- Nicola I di Russia, lo zar.
- Aleksandra Fёdorovna, la Zarina moglie di Nicola I.
- Michail Pavlovič Romanov, granduca, fratello dello zar Nicola.
- Anna Pavlovna Romanova, sorella dello zar Nicola.
- Guglielmo II dei Paesi Bassi, sposo di Anna Pavlovna, re dei Paesi Bassi

famiglie Puškin e Gončarov
- Aleksandr Sergeevič Puškin, poeta e romanziere.
- Natal'ja Nikolaevna Gončarova, moglie di Puškin.
- Ekaterina Nikolaevna Gončarova, sorella maggiore di Natal'ja, poi sposa di d'Anthès.
- Aleksandra Nikolaevna Gončarova (alexandrine), altra sorella maggiore di Natal'ja, vive con i Puškin.
- Abram Petrovič Gannibal, bisnonno di Puškin, appartiene a un'epoca diversa; ma la lontana origine africana del poeta è ribadita da vari testimoni nella vicenda che portò alla sua morte.
- Konstantin Karlovič Danzas, amico di Puškin, fu il suo secondo nel duello.

Famiglia d'Anthès-van Heeckeren
- Georges-Charles de Heeckeren d'Anthès (inizialmente solo Georges-Charles d'Anthès), barone francese emigrato in Russia per ragioni politiche e di carriera.
- Jacob Derk van Heeckeren Beverweerd, ambasciatore olandese in Russia, poi padre adottivo di d'Anthès.
- Karl Vasil'evič Nessel'rode parente acquisito di d'Anthès.
- Musin-Puškin famiglia russa imparentata con d'Anthès.

Autori di memoriali e testimonianze
- Karl Ludwig von Ficquelmont, ambasciatore d'Austria a San Pietroburgo.
- Dolly von Ficquelmont moglie dell'ambasciatore austriaco.
- Pëtr Andreevič Vjazemskij, poeta e amico di Puškin

## Edizioni
- Il bottone di Puškin, Collana Biblioteca n.3023, Milano, Adelphi, 1995, ISBN 978-88-459-1121-7; Collana Gli adelphi n.166, Milano, Adelphi, 2000, ISBN 978-88-459-1537-6.